# Jaques Spanjaard
Jaques Spanjaard (Haarlem, 6 Juli 1846 - Den Haag, 7 november 1910) was korte tijd bestuursambtenaar op Java en vanaf zijn drieëntwintigste docent en later hoogleraar aan de Indische Instelling in Delft. Vanaf 1886 was hij directeur van de onderwijsinstelling.
Jaques Spanjaard werd in 1846 in Haarlem geboren als zoon van Jacobus Gijsbertus Spanjaard, secretaris van de Algemene Rekenkamer, en Anna Elizabeth Arntzenius. 
Hij bezocht het Gymnasium Haganum in Den Haag en besloot daarna de opleiding tot Indisch bestuursambtenaar te volgen. Vanaf 1864 studeerde hij aan de Rijksinstelling voor onderwijs in Indische taal-, land- en volkenkunde te Leiden, en vervolgens aan de gemeentelijke Instelling voor onderwijs in de taal-, land- en volkenkunde van Nederlandsch Indië te Delft.
Jaques Spanjaard behaalde op zijn eenentwintigste het Indisch grootambtenaarsexamen. Zijn loopbaan als bestuursambtenaar op Java moest hij wegens ziekte al na een half jaar beëindigen.
In 1869 werd hij als docent aangesteld aan de Indische Instelling in Delft om lessen in Indische staatsinstellingen van docent en directeur Salomo Keyzer over te nemen. Door een gemeentebesluit werd Spanjaard al in 1872, net als zijn collega's aan de instelling, benoemd tot hoogleraar.
Na de dood van Salomo Keyzer in 1868 werd J.J. Meinsma directeur van de Indische Instelling. Toen Meinsma overleed volgde Spanjaard hem in 1886 op. Naast docent was Spanjaard ook secretaris van de commissie verantwoordelijk voor het afnemen van het grootambtenaarsexamen. In 1889 werd Spanjaard tegen zijn zin vervangen door zijn Leidse collega P.A. van der Lith, als secretaris van deze commissie. 
Wetenschappelijk heeft Spanjaard geen grote verdienste. Toen hij hoogleraar werd, had hij slechts één titel, een handboek over de staatinstellingen van Nederlands-Indië op zijn naam staan, bovendien geschreven samen met Van der Lith.
Op 8 april 1890 trouwde hij met Adriana Maria Keller. Uit het huwelijk werden geen kinderen geboren. Het echtpaar woonde in Den Haag.
In 1894 ontving Spanjaard een Utrechts eredoctoraat in de staatswetenschap. Dat jaar was hij tevens 25 jaar als docent verbonden aan de Indische Instelling, die vanaf dat jaar voor het eerst rijkssubsidie mocht ontvangen, een teken van erkenning voor de Delftse opleiding, waarvan Spanjaard directeur was.
Zes jaar later werd de instelling echter opgeheven en alle docenten ontslagen. Na de sluiting was Spanjaard nog actief als docent in het Indisch staatsrecht aan de Hoogere Krijgsschool in Den Haag en als membre associé van het Institut Colonial International te Parijs
Jaques Spanjaard overleed op 7 november 1910 in Den Haag. Adriana Maria Keller overleed in 1937.
Spanjaard had bij leven verschillende onderscheidingen ontvangen, waaronder ridder in de Orde van de Nederlandsche Leeuw en officier in de Orde van Oranje-Nassau.